# Ákos István (gyógypedagógus)
Ákos István, 1903-ig Scherer István (Kölesd, 1861. január 8. – Budapest, 1945. március 6.) magyar gyógypedagógus.

## Életpályája
Scherer János kötélgyártó és Salzer Magdolna fiaként született evangélikus családban. Középiskoláit tanulmányait a Bonyhádi Evangélikus Gimnáziumban végezte, majd a Dunántúli Evangélikus Egyházkerület Soproni Líceumában szerzett tanítói oklevelet. 1881-ben ösztöndíjas tanárgyakornokká nevezték ki a Siketnémák Váci Országos Királyi Intézetéhez. Megszerezte a siketnéma-tanítói oklevelet is, s ugyanitt 1889-ben tanársegédi állást kapott. Kezdeményezője (1890-ben) és vezetője volt (1897-ig) a budai Paedagogiumban a Siketnémák oktatására képesítő tanfolyamnak, amely mellett (1891-ben) gyakorló iskolát szervezett, a mai siketek budapesti iskolájának jogelődjét. Tanított Vácott (1897–1901) a Királyi Siketnéma-Intézetben, Budapesten (1901-től) a gyengeelméjűek intézetében, ugyanitt nyugdíjazásáig (1920) igazgatóhelyettes, közben (1909–1910) az ideges gyermekek intézetének tanára.
Tevékenyen részt vett a Siketnémákat Gyámolító Egyesület megszervezésében (1894) és a II. Országos Egyetemes Tanügyi Kongresszus munkájában (1896) Az első magyar gyógypedagógiai szaklap (Kalauz a siketnémák oktatása és nevelése terén) elindítója és szerkesztője (1887–1900), a Magyar Gyógypedagógia másodszori beindításának kezdeményezője (1909), annak 1912-ig technikai szerkesztője volt. Elsőként javasolta a Magyar Gyógypedagógiai Társaság megalakítását (1917), amelynek létrejöttekor (1922) ügyvezető alelnökké választják. A magyar gyógypedagógiai szaklapok gyakori és ismert szerzője.
A külföldi gyógypedagógiai oktatásról hozott törvényeket ő fordította le magyar nyelvre és előszót írt e fordítások bevezetőjeként. E törvények két fő elv alapján készültek:
- Minden fogyatékos gyereknek joga van ahhoz, hogy a gyakorlati életben számára megfelelő képzettséget szerezhessen.
- Minden szülőnek, legvégső esetben az államnak kötelessége, hogy módot nyújtson a képzettség megszerzéséhez.

Ákos István szerint a magyar törvények szerkesztésénél figyelembe veendő szempontok:
1. Minden törvényhatóság köteles a fogyatékosság minden fajának megfelelő számú intézetet létrehozni, két kisebb törvényhatóság egyesülhet és közösen tarthatja fenn az intézeteket.
2. A tanítás ingyenes. Az állam feladata a megfelelő számú tanerő biztosítása, a tanítás, illetve hogy nevelés a követelményeknek feleljen meg.
3. A törvényhatóság gondoskodik az intézetek dologi szükségleteiről. Gondnok alkalmazása kinek feladata: az anyagi ügyek intézése az intézetek igazgatóival együtt.
4. Az iskolaszékek kötelesek gondoskodni arról, hogy minden tanköteles korú fogyatékos gyerek megfelelő intézetbe kerüljön. Az elhelyezés költségeit a szülőktől szedik be a községek. Szegény vagy vagyontalan szülő helyett a község fedezi a költségeket. A szülőket ill községeket a lakás, élelmezés, ruházat és az esetleges gyógykezelés terheli.
5. Tanköteles kor: 5-17 év. Csak indokolt esetben lehet ettől eltérni.

Ákos István tanulmánya a következőket tartalmazza a fogyatékosság szempontjából:
Napóleon szerint az államnak nem érdeke, hogy fogyatékos gyerekek szülessenek, mivel a fogyatékosok nem rendelkeznek teljes munkaerővel.
A vak, siket, a nyomorék hátrányban van munkaképesség szempontjából, a  közterhek viselését sem tudja vállalni, így az államnak nem érdeke, hogy fogyatékosok szülessenek, de ennek megelőzéséért semmit sem tesz.
A megelőzés teendői pedagógiai szempontból 2 csoportra oszthatók:
1. Születés előtti időkben mik a teendők
2. A már „beállott” fogyatékosság esetében mit kell tenni

Az első esetben az orvosnak van a legfontosabb feladata: felkészíteni a szülőket, illetve figyelmeztetni őket, hogy mit ne tegyenek, ha egészséges gyereket szeretnének.
A második esetben a gyógypedagógusnak van jelentős szerepe. A szülők nem igazán törődnek a fogyatékosság kialakulása utáni fejlesztés lehetőségeivel. Ez lenne a gyógypedagógus feladata, valamint a gyerek szakszerű felügyelet alá helyezése és a megmaradt képességek felhasználása a fejlesztésben.

## Kötete
- József cs. és kir. főherczeg ... védnöksége alatt 1899. évi szeptember hó 13-17. napjaiban tartott Nemzetközi Gyermekvédő Kongresszus naplója / szerk. Scherer István. Budapest : Pesti Könyvny., 1900. VIII, 474 p.[4]